# Сувон

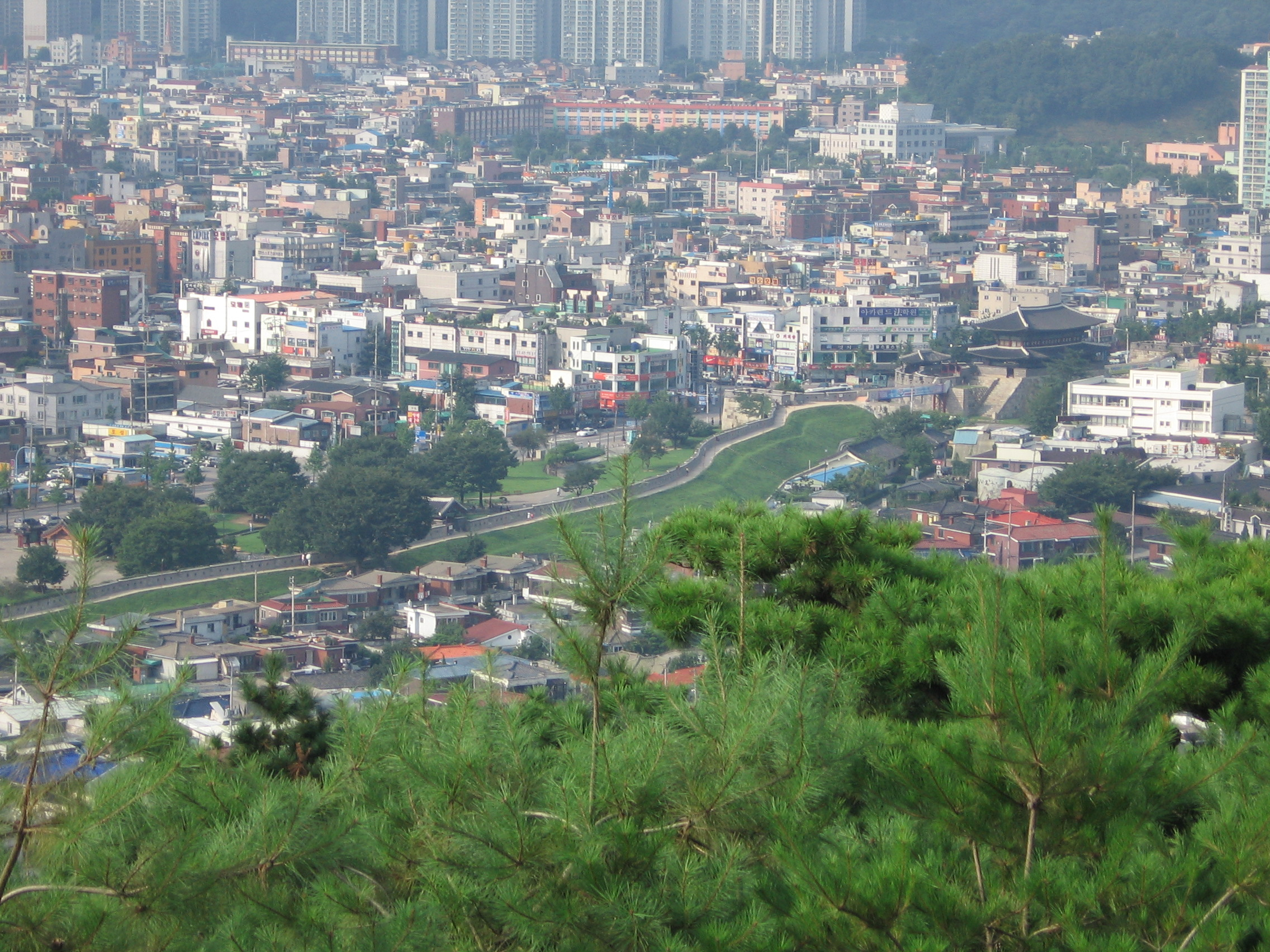

Суво́н (кор. 수원시?, 水原市?; Suwon-si) — город в Республике Корея, столица и крупнейший город провинции Кёнгидо. Расположен на 30 километров южнее Сеула. Иногда город называют столицей корейского футбола — в нём располагается самая известная корейская футбольная команда «Сувон Самсунг Блюуингз». В городе расположен исследовательский центр ведущих подразделений компании Samsung Electronics.

## История
Во времена Трёх царств на территории современного Сувона находилось поселение, известное как Мосу, позже переименованное в Мэхоль. Во времена объединённого Силла Мэхоль был переименован в уезд Сусон, а во время правления династии Корё — в Суджу. Современное название было получено в 1413 году, статус города (си) был получен в 1949 году.
Король Чонджо (кор. 정조) сделал неудачную попытку перенести столицу страны в Сувон в 1796 году. Для этого вокруг города была построена знаменитая Хвасонская крепость, которая является Всемирным культурным наследием ЮНЕСКО. Крепость существует и по сей день, являясь главной достопримечательностью города.

## География
Город находится в центральной части провинции Кёнгидо, на севере граничит с Ыйваном, на западе — с Аняном, на востоке — с Йонъином, а на юге — с Хвасоном. Ландшафт преимущественно холмистый. Несколько озёр, крупнейшее из которых — Вончхон. Высшая точка — гора Квангёсан.

## Экономика
Сувон — один из крупнейших промышленных центров Кореи. Главные отрасли экономики — электроника, текстильная промышленность, химическая промышленность, металлургия, бумажная промышленность и др.
Годовой бюджет города составляет ок. 1 млрд долларов США.

## Административное деление
Город разделен на 4 округа (ку, гу): Чанъангу (장안구, 長安區), Квонсонгу (권선구, 勸善區), Йонтхонгу (영통구, 靈通區) и Пхальдальгу (팔달구, 八達區). Новейшим из районов является Йонтхонгу, отделившийся от Пхальдальгу в 2003 году. Эти округа в свою очередь разделены на 42 района (тона, дона).
К самым известным для русскоязычных жителей Южной Кореи районам Сувона относятся Мэтхан-Самдон (где располагается исследовательский центр Самсунга) и Йонтхондон (не путать с Йонтхонгу) — место компактного проживания иностранных специалистов, работающих в Самсунге и других компаниях, и их семей.

## Образование
Высшие учебные заведения Сувона включают Университет Аджу, Медицинский Университет Тоннам, Университет Электроники Кукче, Теологическая Семинария Хаптон, Университет Кёнги, Университет Кёнхи, Сувонский Католический Университет, Сувонский Научный Колледж, Сувонский Женский Колледж и Сувонский Университет. Также в Сувоне расположен сельскохозяйственный кампус Сеульского Национального Университета и кампус естественных наук Университета Сонгюнгван.

## Туризм и достопримечательности
- Крепость Хвасон в центре города[5].
- В Сувоне расположен стадион, на котором проходил чемпионат мира по футболу 2002 года. Этот стадион также является домашним стадионом для местной футбольной команды.

## Известные жители
Известные личности, связанные с городом:
- Пак Чи Сон — бывший футболист, ныне - глобальный посол клуба Манчестер Юнайтед;
- Чан Хан На — известная виолончелистка.
- Чхве Ки Су - солист k-pop группы 24K
- Ю Чонён --- участница группы Twice и ведущая вокалистка

## Транспорт

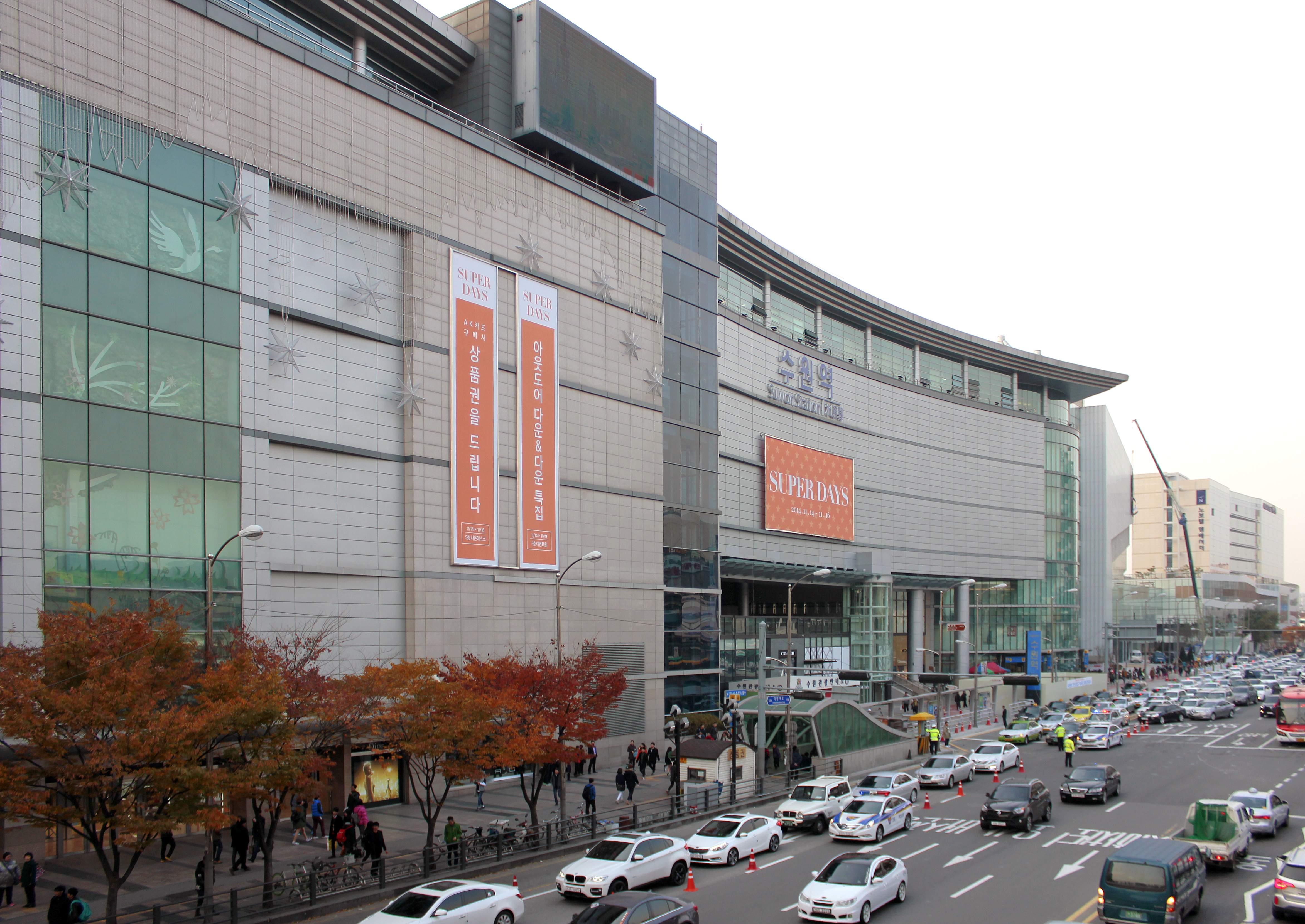
Железнодорожная станция

Сувон — крупный транспортный узел и большая станция железнодорожной линии из Сеула в Пусан. Одна из линий сеульского метро также имеет остановку в Сувоне. Главная трасса страны автомагистраль Сеул-Пусан также проходит через Сувон. До ближайших аэропортов Инчхон (международный) и Кимпхо (внутренний) имеется автобусное сообщение.

## Символы
Как и остальные города и уезды Южной Кореи, Сувон имеет ряд символов:
- Дерево: сосна
- Цветок: азалия
- Маскот: весёлый светлячок, символизирующий чистоту и красоту города.

## Города-побратимы
Сувон является городом-побратимом следующих городов:
- Асахикава, Япония (1989)
- Цзинань, КНР (1993)
- Таунсвилл, Австралия (1997)
- Бандунг, Индонезия (1997)
- Берлин, Германия (1997)
- Клуж-Напока, Румыния (1999)
- Толука-де-Лердо, Мексика (1999)
- Ялова, Турция (1999)
- Фес, Марокко (2003)
- Хайзыонг, Вьетнам (2004)
- Сиемреап, Камбоджа (2004)
- Хайдарабад, Индия (2005)
- Нижний Новгород, Россия (2005)
- Куритиба, Бразилия (2006)

Дружественный город:  Фукуи, Япония.

## Галерея

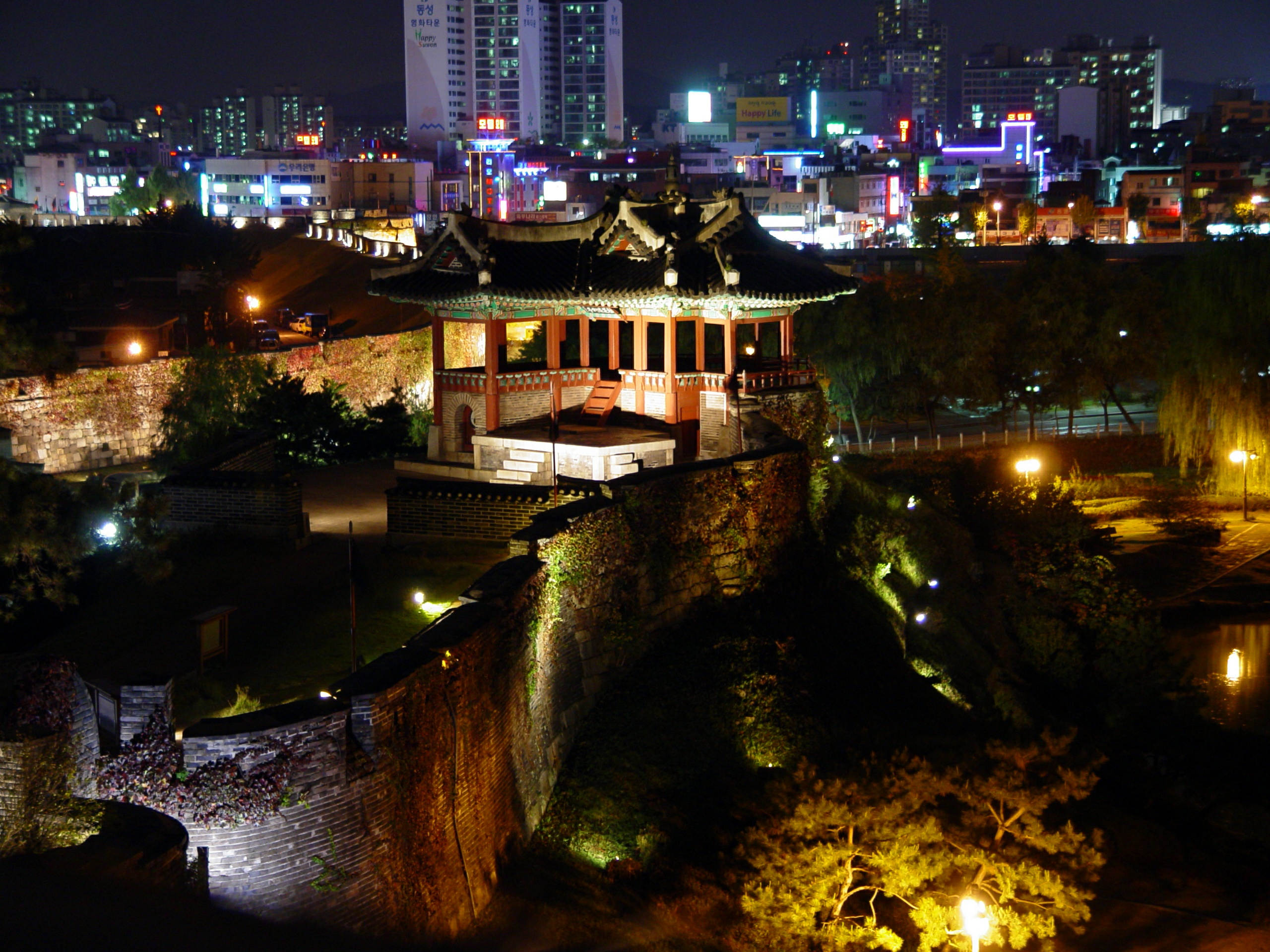
Крепость Хвасон ночью.
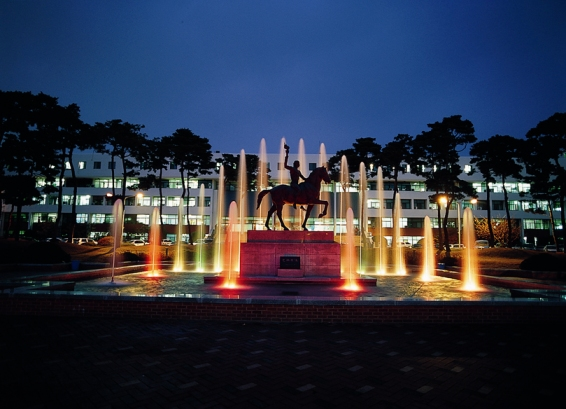
Двор университета Аджу.
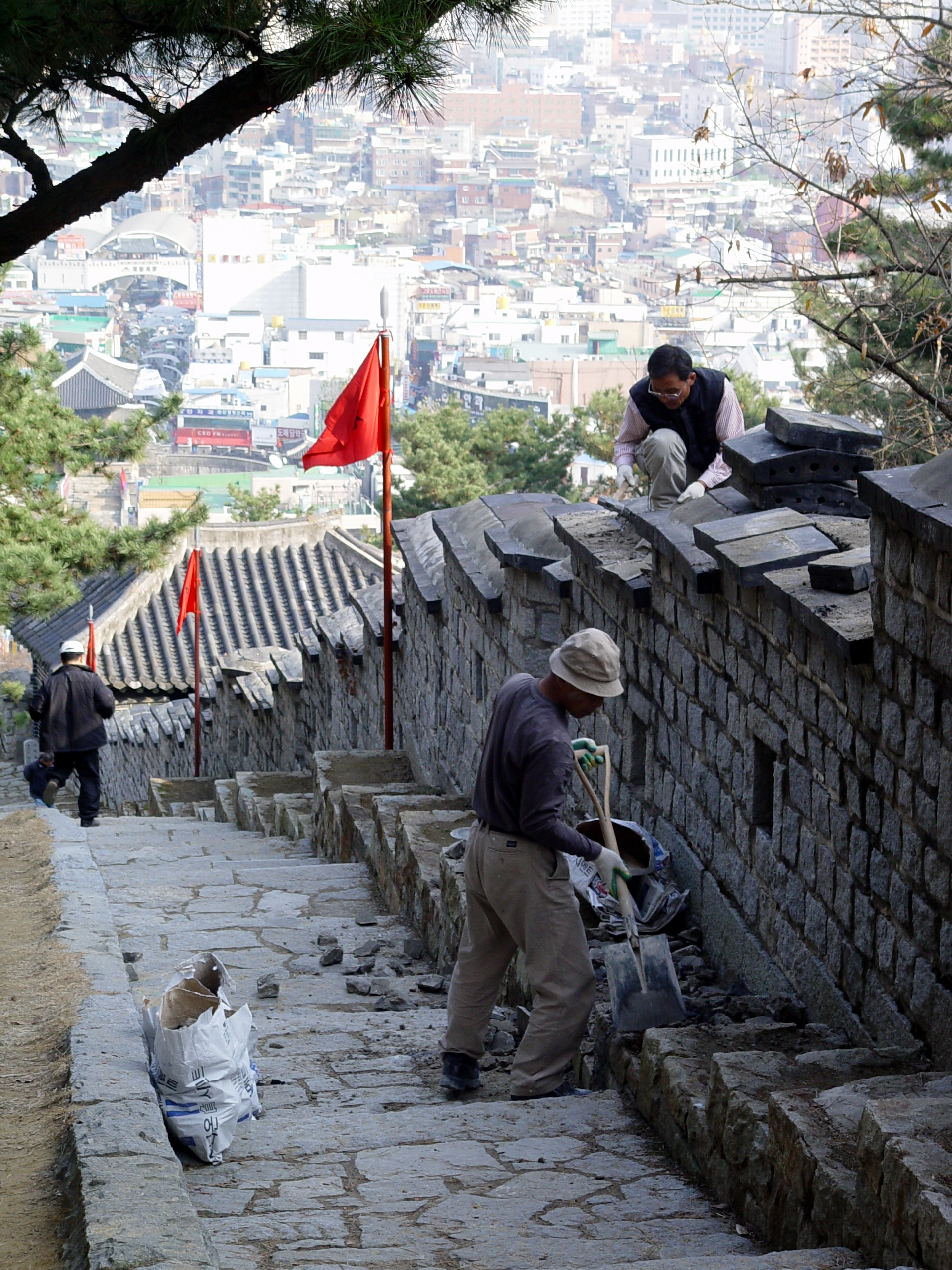
Реставрационные работы на крепостной стене.
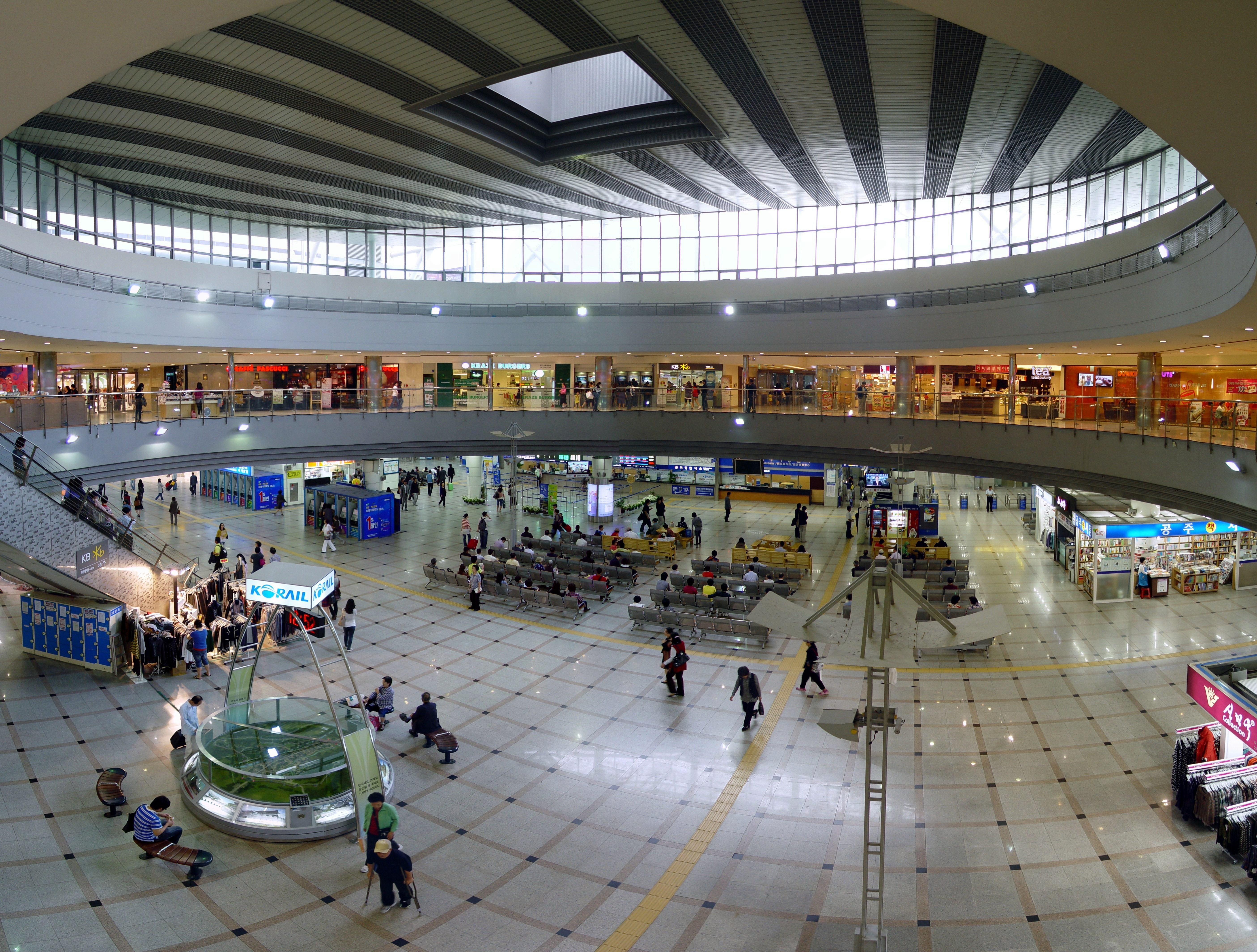
Железнодорожная станция «Сувон»
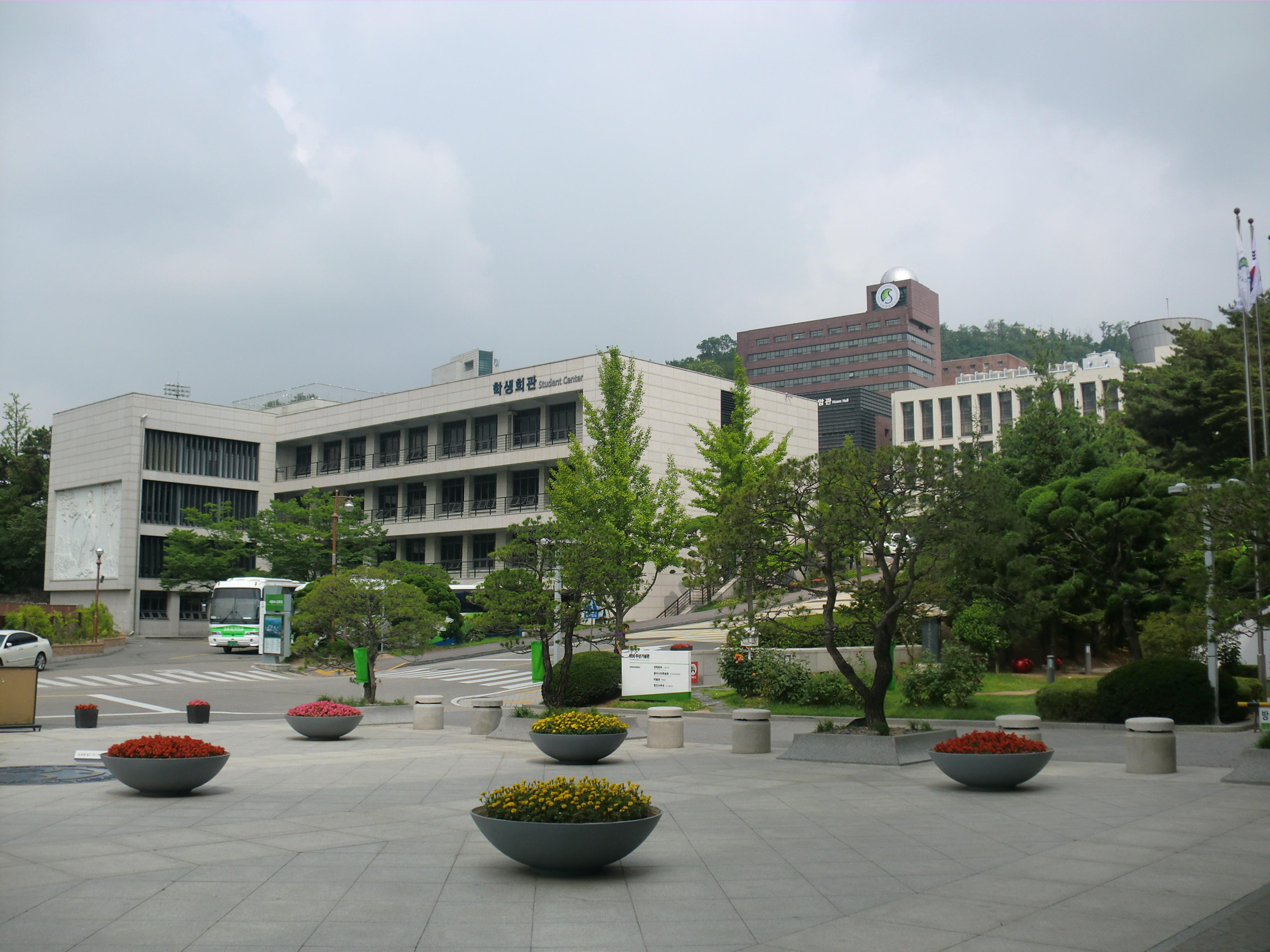
Университет Сонгюнгван